# Groninger Combinatie
Groninger Combinatie – holenderski klub szachowy z siedzibą w Groningen.

## Historia
Początki klubu sięgają 2012 roku, kiedy to pod nazwą Groninger Combinatie rywalizację ligową podjęły wspólnie drużyny SC Groningen i SV Unitas; oficjalna fuzja klubów nastąpiła w 2015 roku. Od sezonu 2012/2013 klub uczestniczył w Meesterklasse, zajmując wówczas siódme miejsce. W 2015 roku zespół spadł z pierwszej ligi, powrócił do niej rok później. W sezonie 2017/2018 klub ponownie spadł z Meesterklasse, a w następnym sezonie awansował do najwyższej klasy rozgrywkowej. W 2023 roku zespół zajął piąte miejsce w lidze, a rok później – czwarte. W sezonie 2024/2025 Groninger Combinatie zdobył wicemistrzostwo Holandii, kończąc rozgrywki jedynie za Charlois Europoort. W skład drużyny wchodzili wówczas m.in. Jorden van Foreest, Raunak Sadhwani, Amin Tabatabai, Lucas van Foreest, Siergiej Tiwiakow, Sipke Ernst i Lu Miaoyi.

## Arcymistrzowie w historii klubu
- Daan Brandenburg[11]
- Sipke Ernst[12]
- Dmitrij Kollars[13]
- Raunak Sadhwani[10]
- Amin Tabatabai[10]
- Siergiej Tiwiakow[14]
- Jorden van Foreest[15]
- Lucas van Foreest[13]
- Tomasz Warakomski[15]
- Jan Werle[12]
- Ilia Zaragacki[13]